# 卡達國家男子手球隊
卡達國家男子手球隊是卡塔尔國家的手球隊伍並由卡達手球協會管理。由於主要由大多數歸化外國成員組成，因此被大多數人認為是世界隊。

## 榮譽
- 亞洲男子手球錦標賽:

冠軍: 2014, 2016
- 亞洲運動會:

冠軍: 2014

## 紀錄

### 夏季奧運會
- 2016年巴西 – 第8名

### 世界錦標賽
- 2003年葡萄牙 – 第16名
- 2005年突尼西亞 – 第21名
- 2007年德國 – 第23名
- 2013年西班牙 – 第20名
- 2015年卡達 – 第2名
- 2017年法國 – 第8名

### 亞洲錦標賽
- 1983: 第6名
- 1987: 第6名
- 1989: 第6名
- 1991: 第4名
- 1993: 第7名
- 2002: 第2名
- 2004: 第3名
- 2006: 第3名
- 2008: 第5名
- 2010: 第5名
- 2012: 第2名
- 2014: 第1名
- 2016: 第1名

## 爭議

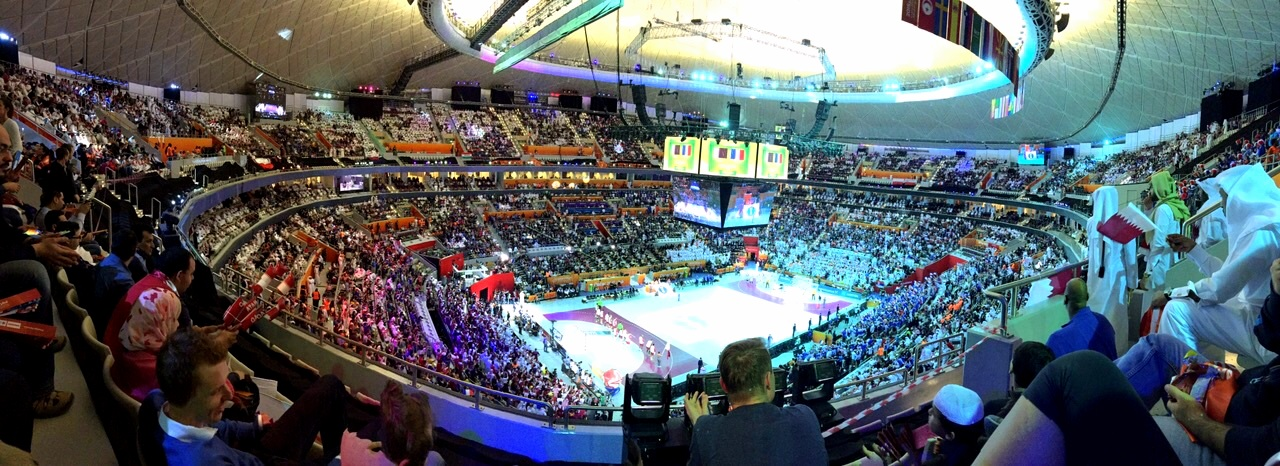
2015年世界手球錦標賽，卡達對法國

### 球員歸化
卡達大量归化外籍球員並以此形成2015年世界男子手球錦標賽的參賽陣容。
根據IHF規定，若要獲得為新的國家隊參賽的資格，球員不能在正式比賽中為另一個國家征戰三年。
卡塔爾手球聯合會主席艾哈邁德·穆罕默德·阿卜杜勒拉布·阿爾沙比在2013年6月的一份聲明中承認了這一政策，他說：“我們是一個人力資源有限的小國，所以我們不得不從外國歸化球員。” 他也宣布結束當時的政策，但他補充說：“只有在有經驗的守門員的情況下，他們才會有例外”。
在有爭議的波蘭的4強比賽後更是使最終結果遭到批評，其中一位球員還為4個國家出賽。來年的奧運會比賽，陣容也只有三位球員出生於自己代表的隊伍。

### 收買球迷
卡達收買了60西班牙球迷並使他們在卡達舉行的2015年世界男子手球錦標賽歡呼。

### 裁判偏袒
裁判被廣泛指責在卡達取得最大成功方面是裁判對於卡達片面的對待的結果，當時卡達是2015年世界錦標賽第二名。在終場哨聲響起之後，輸給卡達的波蘭隊球員們對當時那三名裁判進行了諷刺的讚揚。

## 外部連結
- Official website
- IHF profile （页面存档备份，存于）